# 兴义万峰林机场
兴义万峰林机场是一个位于中国贵州省兴义市的民用支线旅游机场，于2004年通航。机场距市中心约7公里，距万峰林国家地质公园约15公里，属4C级机场，跑道长2800米，宽45米，道肩宽1.5米，机场航站楼建筑面积18604平方米，有登机桥4座、停机位13个。2018年客运量超过112万人次。

## 建设历史
2000年8月15日，机场可行性研究报告经国务院审查通过；8月23日，经国务院正式批准立项建设；9月22日，国务院、中央军委联合批复同意新建兴义民用机场。
2000年12月28日，机场全面开工，工程概算投资36384万元（其中中央财政性国债补助资金22376万元，民航专项资金概算11188万元，地方配套资金2820万元）。由于地基处理、工艺调整及部分设计变更，机场工程投资将超过4亿元。
2004年7月18日，机场正式通航。首航为中国东方航空公司昆明—兴义—贵阳航线。其为贵州继铜仁凤凰机场之后第二个通航的旅游支线机场。
2012年5月29日，《总体规划》获民航西南地区管理局批复，批复近期按满足2020年旅客吞吐量40万人次，货邮吞吐量1400吨，起降架次4762架次进行规划建设，远期按满足2040年旅客吞吐量120万人次，货邮吞吐量6000吨，起降架次12245架次进行规划用地控制。
2013年10月23日，兴义机场吞吐量首次突破10万人次。
2013年11月8日，兴义机场改扩建（预建）工程正式开工。工程内容包括：将现跑道向南延长500米，跑到长度由2300米增加至2800米；对现有跑道进行结构性盖被，增加1条长136.5米的垂直联络道；扩建4个机位的站坪；配套建设空管、助航灯光、供电、供油、给排水、消防等相关设施，批复工程估算总投资6.43亿元。
2014年更名为兴义万峰林机场。
2018年8月18日，兴义万峰林机场T2正式投入运营，万峰林机场的全部航班转场至T2运行。本期改扩建工程新建航站楼15298平方米，设置登机桥4座并建设相关配套设备设施；同时对老航站楼1000平方米进行改造，改造后货运库建筑面积增加为1300平方米；新建停车场8150平方米；扩建3个停机站坪，增设1条垂直联络道；配套建设供电、弱电、给排水、供冷、供热等设施。航站楼改扩建完成后，加上飞行区改扩建完成后的项目，兴义万峰林机场现已形成跑道长2800米、航站楼面积18604平方米、登机桥4座、停机位13个的规模。

## 航空公司与航点
2025年夏秋航季（3月30日至10月25日），开通运营航线24条，通航城市25个。
| 航空公司     | 目的地                                                                            |
| ------------ | --------------------------------------------------------------------------------- |
| 多彩贵州航空 | 贵阳、成都/天府、宁波、怀仁、铜仁、荔波、凯里、毕节、南京、深圳、珠海、西安、武漢 |
| 九元航空     | 贵阳、温州                                                                        |
| 华夏航空     | 贵阳、重庆、惠州                                                                  |
| 成都航空     | 成都/天府、福州、泉州                                                             |
| 奥凯航空     | 杭州、重庆、海口、西双版纳                                                        |
| 中国东方航空 | 上海/浦东                                                                         |
| 中国南方航空 | 广州                                                                              |
| 中国联合航空 | 北京/大兴                                                                         |